# Jean-Michel Eouzan
Jean-Michel Eouzan est un footballeur professionnel français né le 28 septembre 1968 à Saint-Brieuc, et qui évoluait au poste d'attaquant.

## Biographie
Jean-Michel Eouzan a joué 53 matchs en Division 2 avec le Stade briochin.

## Clubs
- 1975-1984 : Pordic (jeunes)
- 1984-1986 : Ginglin Cesson (jeunes)
- 1986-1996 : Stade briochin (D2)
- 1996-1997 : USL Dunkerque (National)
- 1997-2000 : Saint-Malo (CFA)
- 2001-2002 : Stade briochin

## Palmarès
- Champion de DH « Ouest » en 1990 avec le Stade briochin
- Vice-Champion de National en 1996 avec le Stade briochin